# Mouroux
Mouroux település Franciaországban, Seine-et-Marne megyében. Lakosainak száma 5869 fő (2022. január 1.). Mouroux Pommeuse, Saint-Augustin, Aulnoy, Coulommiers, Giremoutiers és Beautheil-Saints községekkel határos.

## Népesség
A település népességének változása:
| Lakosok száma | 5172 | 5336 | 5474 | 5491 | 5557 | 5654 | 5972 | 5928 | 5869 |
|               | 2013 | 2015 | 2016 | 2017 | 2018 | 2019 | 2020 | 2021 | 2022 |